# Good Night (The Simpsons)
"Good Night" ("Boa noite" em português) é o primeiro curta de The Simpsons que foi exibido em The Tracey Ullman Show. Foi lançado em 19 de abril de 1987 nos Estados Unidos durante o terceiro episódio de The Tracey Ullman Show, e foi a primeira aparição da família Simpson na televisão. Após a terceira temporada os curtas foram adaptados na série animada The Simpsons.

## Enredo
Marge e Homer dizem boa noite para os seus filhos, mas nem tudo sai como planejado. Bart filosoficamente contempla as maravilhas da sua mente, e Lisa ouve Marge dizer para Bart que se ele não dormir o Cocô Mau irá lhe pegar (paródia do Bicho Papão), e Maggie fica traumatizada com a música Rock-a-bye Baby. No final, todas as crianças decidem dormir com os pais.

## Origens
Groening concebeu a ideia de criar Os Simpsons no saguão do escritório de James L. Brooks. Brooks pediu Groening para lançar uma ideia para uma série de curtas de animação, que inicialmente Groening pretende apresentar como sua vida na série. No entanto, quando Groening percebeu que a animação Life in Hell exigiria a extinção do direito de publicação de trabalho de sua vida, ele escolheu outra abordagem e formulou sua versão de uma família disfuncional. Ele nomeou os personagens depois de seus próprios familiares, substituindo "Bart" para seu próprio nome, adaptando um anagrama da palavra "brat".